# Ruan Minor
Ruan Minor är en by i civil parish Grade-Ruan, i distriktet Cornwall, i grevskapet Cornwall i England. Byn är belägen 31,4 km från Truro. Orten har 633 invånare (2015). Ruan Minor var en civil parish fram till 1934 när blev den en del av Grade Ruan. Civil parish hade 247 invånare år 1931.